# Поддубное (Зубцовский район)
Подду́бное  — деревня в Зубцовском районе Тверской области. Входит в состав Вазузского сельского поселения.

## География
Деревня находится в южной части Тверской области, на расстоянии примерно 9 км (по прямой) к югу от города Зубцов, административного центра района.

### Часовой пояс
Деревня Поддубное, как и вся Тверская область, находится в часовой зоне МСК (московское время). Смещение применяемого времени относительно UTC составляет +3:00.

## История
Впервые отмечена на карте 1825 года. В 1859 году в деревне Зубцовского уезда Тверской губернии насчитывалось 11 дворов и проживало 55 человек, в 1941 году — 25 дворов.

## Население
| 2008 | 2010 |
| ---- | ---- |
| 8    | ↗15  |

### Национальный состав
Согласно результатам переписи 2002 года, в национальной структуре населения русские составляли 91 % из 23 чел.